# Hello, Frisco, Hello
Hello, Frisco, Hello ist ein US-amerikanischer Musik- & Tanzfilm aus dem Jahr 1943, der mit Alice Faye, John Payne, Lynn Bari und Jack Oakie in den Hauptrollen im Jahr 1944 für einen Oscar der besten Kamera nominiert war. Das Filmlied You’ll Never Know gewann bei der Oscarverleihung 1944 den Oscar in der Kategorie Bester Song.

## Handlung
Die Handlung spielt im Jahr 1915, während der Panama-Pacific International Exposition, in San Francisco.
Eine Gruppe von Vaudeville-Schauspielern um Johnny Cornell, bestehend aus Trudy Evans, Dan Daley und Beulah Clancy, entwickelt nach einem erfolgreichen Auftritt die Idee, für gemeinnützige Zwecke auf der Straße aufzutreten. Dabei ist die Gruppe so gut, dass Nachtclub- und Barbesitzer dafür zahlen, dass sie sich von ihren Etablissements fernhalten.  Während Cornell letztlich ein eigenes Theater eröffnet, entwickelt sich zwischen ihm und Evans eine Romanze, bis die reiche Bernice Croft Cornell den Kopf verdreht.

## Produktion
Der Film wurde von 20th Century Fox in Technicolor produziert. Er nahm etwa 3,4 Millionen US-Dollar ein.
Hello, Frisco, Hello ist ein Remake des 1936 veröffentlichten Films King of Burlesque.

## Auszeichnungen
- Oscar für den Besten Song 1944: Harry Warren & Mack Gordon für You’ll Never Know.
- Nominierung für den Oscar der besten Kamera im Farbfilm: Charles G. Clarke & Allen M. Davey

Das American Film Institute listet den Titelsong You´ll Never Know unter seinen „AFI´s 100 Years … 100 Songs – America´s Greatest Music in the Movies“.